# كوليت خوري
كوليت خوري (ولدت 1931 م)، شاعرة وأديبة وروائية سورية، جدها رئيس الوزراء السوري في عهد الاستقلال فارس الخوري. تكتب كوليت الخوري بالفرنسية والإنجليزية إلى جانب لغتها الأم العربية. وعملت محاضرة في كلية الآداب بجامعة دمشق، وفي الصِّحافة السورية والعربية منذ أيام الدراسة، اشتهرت في مجال السياسة والأدب. تُعنى كتاباتها بالحب والشبقية، وهو موضوع كان يُعَد من التابوهات في الثقافة السورية.

## نشأتها
ولدت في دمشق، وتلقت تعليمها الأولي في مدرسة راهبات البيزانسسون وأتمت دراستها الثانوية في المعهد الفرنسي العربي في دمشق. والجدير بالذكر أن كوليت قد ولدت في عائلة مرموقة، حيث يُعرف جدها فارس الخوري كبطل في سوريا لنضاله ضد للفرنسيين. بالإضافة إلى ذلك، كان والدها وزيرًا لشؤون القرى والبلدات. كانت خوري أيضًا وطنية للغاية، حيث كتبت عدة مجموعات من القصص عن حرب أكتوبر عام 1973، والمعروفة أيضًا باسم، والتي سميت إحداها بـ «الأيام المضيئة» (1984).
بعدئذٍ درست الحقوق في الجامعة اليسوعية في بيروت ثم تابعت تحصيلها العالي في جامعة القديس يوسف ببيروت، ثم في جامعة دمشق، ونالت الإجازة في اللغة الفرنسية وآدابها. هي عضو جمعية القصة والرواية وحصلت كوليت خوري على شهادتين في الحقوق وآداب اللغة الفرنسية من جامعة دمشق وبيروت.

### المسيرة الأدبية
كانت خوري رائدة في النسوية العربية، وكتبت في الخمسينيات قصصًا غاضبة عن الرجال «وأنانيتهم». بدأت مسيرة خوري المهنية عام 1957 وامتدت لأكثر من ستة عقود. بدأت مسيرتها الأدبية بنشر مجموعة شعرية بالفرنسية بعنوان "Vingt Ans" (بيروت، 1958). وفيها أعربت خوري عن استيائها من القيود الاجتماعية وفراغ حياتها وانعدام هدفها. كما وصفت محاولاتها للعثور على الخلاص من خلال الحب. نبعت الكثير من أعمال خوري من رغبتها في تجنب «الانتقام الصارخ»، وكانت الكتابة هي الطريقة الأفضل والوحيدة للتعبير عن نفسها. كرست خوري أعمالها للانغماس في نفسية الأنثى، ولا سيما للدفاع عن حق المرأة في الحب. قالت خوري ذات مرة: «لأني شعرت دائمًا بالحاجة إلى التعبير عما يدور في داخلي... الحاجة إلى الاحتجاج، والحاجة إلى الصراخ... وبما أنني لم أرغب في الصراخ وأنا ممسكة بسكين، فقد صرخت بأصابعي وصرت كاتبة». غطت العديد من قصص خوري مواضيع مثل الحب والشبقية، لا سيما من منظور الإناث. وكتبت خوري أكثر من عشرين رواية والعديد من المقالات السياسية والأدبية.
في عام 1959 صدمت العالم العربي برواية كتبت فيها علانية عن الحب. كان اسم هذه الرواية «أيام معه»، وقيل أنها المرة الأولى التي تكتب فيها امرأة بجرأة عن موضوع يعتبر من التابوهات في المجتمع السوري المحافظ. استلهمت أيام معه من علاقة غرامية مع الشاعر السوري الأسطوري نزار قباني. خلقت كوليت في قصتها امرأة قوية لم يكن حبها قوياً لدرجة أنه أعماها أو جعلها ضعيفة، وذلك من أجل الحفاظ على صورة القائدة القوية. في القصة، البطلة والراوية ريم، هي ضد المجتمع وعائلتها، وتحاول تكوين هويتها الشخصية. بينما توفي والدا ريم عندما كانت صغيرة، وبالتالي لا يمكنهما السيطرة على حياتها البالغة، لا يزال وجود والدها المهيمن يطاردها بعد وفاته. تشعر ريم أيضًا بالاشمئزاز من الزواج في شكله التقليدي. في القصة، تقول بقوة: «لا! أنا لم أولد فقط لأتعلم الطبخ ثم لأتزوج وأنجب الأطفال وأموت! إذا كانت هذه هي القاعدة في بلدي، فسأكون الاستثناء. لا اريد ان اتزوج!».
بعد ذلك بعامين، نشرت «ليلة واحدة» (1961)، التي حكت قصة ليلة قضتها الشخصية الرئيسية، رشا، مع رجل كان طيارًا في سلاح الجو الفرنسي خلال الحرب العالمية الثانية. كانت هذه القصة أكثر إثارة للجدل بسبب عنصر الزنا واعتباره جانبا من جوانب التنوير الذاتي. تحاول البطلة المتزوجة رشا، أن تجد نفسها وتستعيد السيطرة على حياتها من خلال علاقة خارج نطاق الزواج بعد أن أجبرت على الارتباط برجل يبلغ من العمر 30 عامًا وهي في سن الخامسة عشرة. يتعامل زوجها سالم مع الزواج على أنه صفقة تجارية تفتقر إلى العاطفة والرحمة. يعامل سالم رشا كشيء وتعبّر عن إحباطها من ذلك بقولها: «هل فكرت ولو ليوم واحد أن هذه المرأة التي أحضرتها لتكملة أثاث منزلك كانت إنسانًا؟ إنها إنسان، تفضل ألف مرة مشاركتك بفكرة واحدة على أن تقدم لها أشهى الأطعمة».
في كتابها «سنوات الحبّ والحرب»، والذي يتضمّن مقالات أدبية وقصصاً قصيرة كتبتها بين عامَي 1973 و1979، تمكّنت كوليت الخوري من تأريخ حرب تشرين (حرب السادس من أكتوبر). صدر الكتاب عن «الهيئة العامة السورية للكتاب»، ويقع في 334 صفحة من القطع الكبير، ووفقا لمحمد خالد الخضر، يُظهر الكتاب حرص كوليت على رفع المستوى الأدبي في ما جاءت به نظراً إلى أهمية القصص التي أتت بها من الميدان العسكري ومن المشافي ومن ذوي الشهداء، لتكون كتاباتها «محمّلة بكرامة الجندي السوري وعنفوانه».
من أقوالها المشهورة في أدب العقيد معمر القذافي: «كتاب القذافي القصصي هو عمل إبداعي فعلي، وهو في رأيي مجموعة أدبية غنية ضمّت القصة القصيرة والمقالة واللوحة القصصية. وكان الكاتب متألقاً في كل هذه المجالات».

### الحياة السياسية
من عام 1990 إلى 1995، عملت كوليت خوري كعضو مستقل في البرلمان السوري. في عام 2008، تم تعيين كوليت مستشارة ثقافية للرئيس السوري بشار الأسد. تكتب حاليًا في صحيفة البعث الحكومية السورية حول مجموعة واسعة من القضايا السياسية والأدبية.

### الحياة الشخصية
تزوجت كوليت مرتين وتطلقت من الموسيقار الإسباني رودريجو دي زياس، وهو حفيد الدبلوماسي الأمريكي فرانسيس بورتون هاريسون ونجل الفنان المكسيكي ماريوس دي زياس. لدى كوليت وزياس ابنة، واسمها مرسيدس نارا دي زياس خوري.
كانت علاقة خوري مع الشاعر السوري نزار قباني مصدر إلهام لها في روايتها عام 1961 أيام معه.

## أعمالها
- عشرون عاماً (1957)، شعر بالفرنسية.[12]
- أيام معه (1959)، رواية صدر منها سبع طبعات حتى عام 2001.[18]
- رعشة (1960)، شعر بالفرنسية.[12]
- ليلة واحدة (1961)، رواية صدر منها أربع طبعات حتى عام 2002.[19]
- أنا والمدى (1962)، تسع قصص صدر منها طبعتان فقط حتى عام 1993.[20]
- كيان (1968)، قصة صدر منها أربع طبعات حتى عام 2003.[21]
- دمشق بيتي الكبير (1969)، قصة.[22]
- المرحلة المرة (1969)، قصة وأعيد طبعها مع قصتين في عام 2002.[23]
- الكلمة الأنثى (1971)، تسع قصص أعيد طبعها في عام 2001.[24]
- قصتان (1972)، قصتان ظهرتا ثانية مع المرحلة المرة في عام 2002.[25]
- ومر صيف (1975)، رواية صدر منها 3 طبعات حتى عام 2000.[26]
- أغلى جوهرة بالعالم (1975)، مسرحية باللغة العامية.
- دعوة إلى القنيطرة (1976)، قصة ظهرت ثانية مع مجموعة «الأيام المضيئة» في عام 1984.[27]
- أيام مع الأيام (1978-1979)، رواية صدر منها ثلاث طبعات حتى عام 2004.[28]
- الأيام المضيئة (1984)، قصص.[29]
- معك على هامش رواياتي (1987)، غزل.[30]
- أوراق فارس الخوري: الكتاب الأول (1989)، الطبعة الثانية (2000).[31]
- أوراق فارس الخوري: الكتاب الثاني (1997)، الطبعة الثانية (2001).[32]
- أوراق فارس الخوري: الكتاب الثالث.[33]
- العيد الذهبي للجلاء (1997)، محاضرة مع مقدمة أولى للعماد أول مصطفى طلاس.[34]
- امرأة (2000)، مجموعة قصص.[35]
- طويلة قصصي القصيرة (2000)، صفحات من الذاكرة.[36]
- ستلمس أصابعي الشمس (2002)، قصة رمزية نُشِرَت مسلسلةً عام 1962.[37]
- ذكريات المستقبل (1) (2002)، مجموعة مقالات من الفترة 1980–1983.[38]
- ذكريات المستقبل (2) (2003)، مجموعة مقالات من الفترة 1984–1987.
- في الزوايا حكايا (2003)، مجموعة قصص.[39]
- في وداع القرن العشرين (2004)، المقالة الأسبوعية من الفترة 1998–2000.[40]
- سنوات الحب والحرب (2006)، مقالات وقصص.[41]
- عبق المواعيد (2008)، وجدانيات وقصص.[42]
- ويبقى الوطن فوق الجميع (2010).[43]
- شخصيات في الخاطر: صفحات من ذاكرتي (2016).[44]